# Takuji Yokoyama
Takuji Yokoyama (横山 卓司 Yokoyama Takuji?), född 19 april 1990 i Fukushima prefektur, är en japansk fotbollsspelare.
Yokoyama började sin karriär 2013 i Grulla Morioka. Han spelade 27 ligamatcher för klubben. 2017 flyttade han till ReinMeer Aomori.